# Mélamare
Mélamare település Franciaországban, Seine-Maritime megyében. Lakosainak száma 932 fő (2022. január 1.). Mélamare La Cerlangue, La Remuée, Saint-Antoine-la-Forêt, Saint-Eustache-la-Forêt, Saint-Nicolas-de-la-Taille és Les Trois-Pierres községekkel határos.

## Népesség
A település népességének változása:
| Lakosok száma | 816  | 838  | 886  | 889  | 905  | 922  | 921  | 928  | 932  |
|               | 2013 | 2015 | 2016 | 2017 | 2018 | 2019 | 2020 | 2021 | 2022 |